# Chrysopa marianachlorocephala
Chrysopa marianachlorocephala är en insektsart som beskrevs av Marc Lacroix 1917. Chrysopa marianachlorocephala ingår i släktet Chrysopa och familjen guldögonsländor. Inga underarter finns listade i Catalogue of Life.